# Estación de Lucero
Lucero es una estación de la línea 6 del Metro de Madrid situada bajo el camino de las Higueras, en el barrio homónimo perteneciente al distrito de Latina.
Del 31 de mayo al 5 de septiembre de 2025, la estación permanece cerrada por el cierre del arco oeste Moncloa-Méndez Álvaro, cortado por obras de automatización de línea. Se establece un Servicio Especial de autobús gratuito entre ambas estaciones.

## Historia
La estación abrió al público junto con el tramo que cerraba el círculo de la línea 6 entre Laguna y Ciudad Universitaria el 10 de mayo de 1995.
Desde el 4 de julio de 2015, la estación permaneció cerrada por obras de mejora de las instalaciones entre las estaciones de Puerta del Ángel y Oporto. Hubo un servicio especial sustitutorio de autobuses: el SE728 (Puerta del Ángel-Oporto), que realizaba parada en la calle de Higueras, en las proximidades de la estación. El servicio se restableció el 13 de septiembre de 2015.

## Accesos
Vestíbulo Lucero
- Cebreros C/ Cebreros, impares (esquina C/ Higueras, pares)
- Higueras C/ Higueras, 49 (esquina C/ Cebreros)
- Ascensor C/ Cebreros, impares (esquina C/ Higueras, impares)

## Líneas y conexiones

### Metro
| << cabecera | < estación          | línea | estación > | cabecera >> |
| ----------- | ------------------- | ----- | ---------- | ----------- |
| Circular    | Alto de Extremadura |       | Laguna     | Circular    |

### Autobuses
| Diurnos   |                          |                                           |
| Línea     | Destino                  | Parada                                    |
| 31        | Aluche                   | 5559 HIGUERAS-CEBREROS (frente al N.º 45) |
| 39        | San Ignacio de Loyola    | 5559 HIGUERAS-CEBREROS (frente al N.º 45) |
| 158       | Glorieta de los Cármenes | 5559 HIGUERAS-CEBREROS (frente al N.º 45) |
| 31        | Plaza Mayor              | 2258 HIGUERAS-CEBREROS (N.º 49)           |
| 39        | Plaza de España          | 2258 HIGUERAS-CEBREROS (N.º 49)           |
| 158       | Plaza de España          | 2258 HIGUERAS-CEBREROS (N.º 49)           |
| 138       | San Ignacio de Loyola    | 1467 SEPULVEDA-HIGUERAS (N.º 172)         |
| 138       | Cristo Rey               | 1468 SEPULVEDA-HIGUERAS (N.º 101)         |
| 36        | Campamento               | 51130 CEBREROS-HIGUERAS                   |
| 65        | Gran Capitán             | 51130 CEBREROS-HIGUERAS                   |
| 33        | Príncipe Pío             | 51131 CEBREROS-HIGUERAS                   |
| 36        | Atocha                   | 51131 CEBREROS-HIGUERAS                   |
| 65        | Benavente                | 51131 CEBREROS-HIGUERAS                   |
| Nocturnos |                          |                                           |
| Línea     | Destino                  | Parada                                    |
| N18       | Las Águilas              | 5559 HIGUERAS-CEBREROS (frente al N.º 45) |
| N18       | Plaza de Cibeles         | 2258 HIGUERAS-CEBREROS (N.º 49)           |
| N18       | San Ignacio de Loyola    | 51130 CEBREROS-HIGUERAS                   |
| N18       | Plaza de Cibeles         | 51131 CEBREROS-HIGUERAS                   |